# لوبنداوا
لوبنداوا (به چکی: Lobendava) یک منطقهٔ مسکونی در جمهوری چک است که در ناحیه دیتشین واقع شده‌است. لوبنداوا ۱۹٫۵۴ کیلومتر مربع مساحت و ۳۷۶ نفر جمعیت دارد و ۳۴۴ متر بالاتر از سطح دریا واقع شده‌است.